# Fjällgroplav
Fjällgroplav (Gyalecta foveolaris) är en lavart som först beskrevs av Erik Acharius, och fick sitt nu gällande namn av Schaer. Fjällgroplav ingår i släktet Gyalecta och familjen Gyalectaceae.  Arten är reproducerande i Sverige. Inga underarter finns listade i Catalogue of Life.